# Gender-Symbol

Gender-Symbole

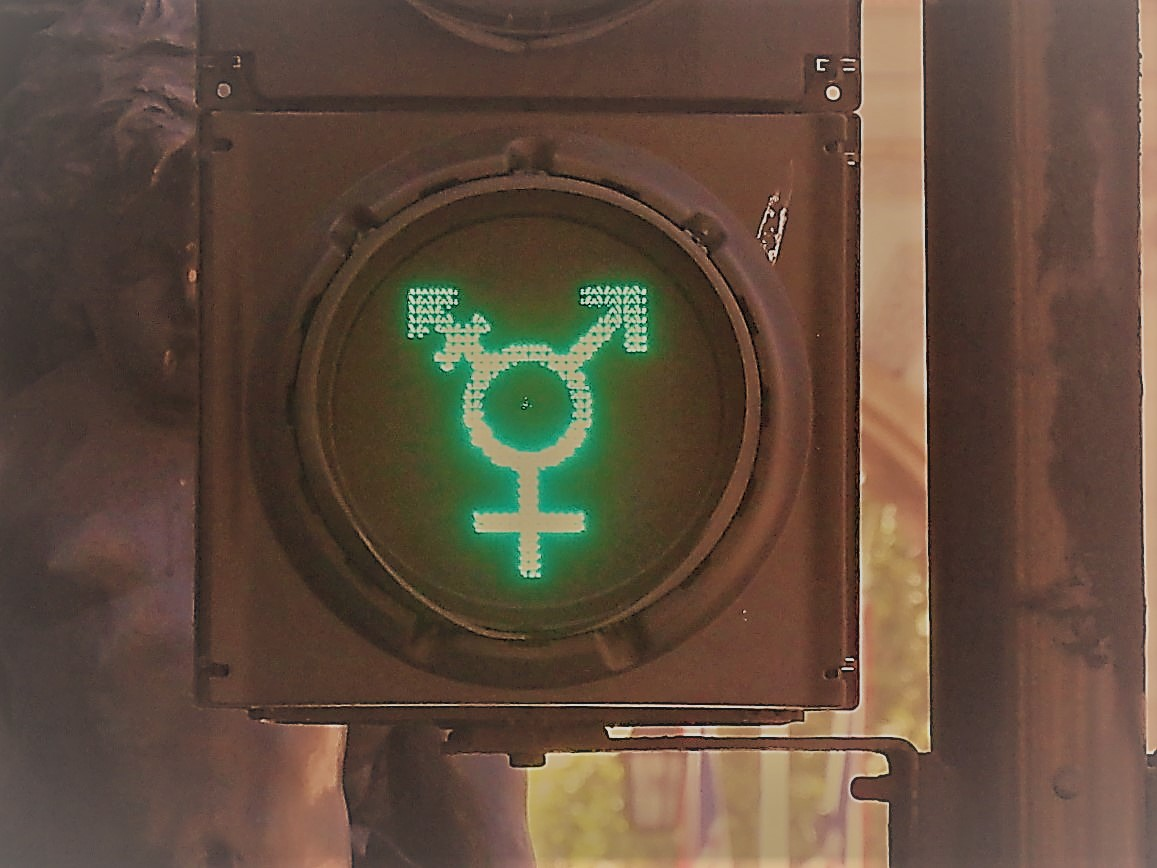
Zeichen für sexuelle Diversität auf einer grünen Ampel in London (nahe Trafalgar Square, 2017)

Ein Gender-Symbol [ˈdʒɛndɐ] ist ein Symbol, mit dem das biologische Geschlecht (englisch sex) eines Lebewesens oder das soziale Geschlecht (gender) eines Menschen gekennzeichnet wird. Die Gender-Symbole in der Typographie sind meist entweder übereinstimmend mit astronomischen Symbolen oder von diesen abgeleitet. In der Gender-Forschung kann Gender-Symbol auch Personen oder Dinge bezeichnen, wenn diese symbolhaft für bestimmte Aspekte eines sozialen Geschlechtes stehen.

## Herkunft
Gender-Symbole sind seit dem 4. Jahrhundert vor allem aus Horoskopen bekannt; in der Astrologie bezeichnen sie auch heute noch die klassischen Planeten Mars und Venus. Seit der Renaissance sind sie auch in der Astronomie gängige Kürzel. Alchemisten benutzten die Symbole zur Bezeichnung der wichtigsten Metalle der Zeit, nämlich Eisen und Kupfer (weiblich).
Der schwedische Naturforscher Carl von Linné griff die Symbole erstmals in einem biologischen und damit sexuellen Kontext auf, nämlich für das Geschlecht von Pflanzen. Sie finden sich in seinem 1751 erschienenen Grundlagenwerk Philosophia Botanica.

## Typographische Symbole
| Männlichkeit                | Männlichkeit | Männlichkeit    | Männlichkeit                             |
| Symbol                      | Beschreibung | Unicode-Zeichen | Bedeutung                                |
| --------------------------- | ------------ | --------------- | ---------------------------------------- |
| Kreis mit Pfeil oben rechts | Marssymbol   | U+2642 ♂        | Männliches Geschlecht, Mann. Planet Mars |

| Weiblichkeit             | Weiblichkeit | Weiblichkeit    | Weiblichkeit                              |
| Symbol                   | Beschreibung | Unicode-Zeichen | Bedeutung                                 |
| ------------------------ | ------------ | --------------- | ----------------------------------------- |
| Kreis mit Kreuz darunter | Venussymbol  | U+2640 ♀        | Weibliches Geschlecht, Frau. Planet Venus |

| Intergeschlechtlichkeit | Intergeschlechtlichkeit | Intergeschlechtlichkeit | Intergeschlechtlichkeit |
| Symbol                  | Beschreibung            | Unicode-Zeichen         | Bedeutung |
| ----------------------- | ----------------------- | ----------------------- | --- |
| Sonnenrad               | Radkreuz / Sonnenrad    | U+1F728 ⊕               | Symbol für Intergeschlechtlichkeit (die Bezeichnung „intersexuell“, von lateinisch sexus „Geschlecht“ und lat. inter „zwischen“ bedeutet Zwischgeschlecht; die Erde liegt zwischen Mars und Venus) Planet Erde |

| Transgeschlechtlichkeit                        | Transgeschlechtlichkeit                    | Transgeschlechtlichkeit | Transgeschlechtlichkeit                |
| Symbol                                         | Beschreibung                               | Unicode-Zeichen         | Bedeutung                              |
| ---------------------------------------------- | ------------------------------------------ | ----------------------- | -------------------------------------- |
| Kreis mit Pfeil oben rechts und Kreuz darunter | Eine Kombination aus Venus- und Marssymbol | U+26A5 ⚥                | Transgeschlechtlichkeit,               |
| Kreis mit Kreuz oben rechts                    | Venussymbol in der Pose des Marssymbols    |                         | Trans-Mann, transgeschlechtlicher Mann |
| Kreis mit Pfeil darunter                       | Marssymbol in der Pose des Venussymbols    | U+29EC ⧬ U+2BF1 ⯱       | Trans-Frau, transgeschlechtliche Frau  |

| Androgynie                                                       | Androgynie                                       | Androgynie      | Androgynie |
| Symbol                                                           | Beschreibung                                     | Unicode-Zeichen | Bedeutung |
| ---------------------------------------------------------------- | ------------------------------------------------ | --------------- | --- |
| Venus-Mars-Schütze-Symbol                                        | Kombination aus Venus-, Mars- und Schütze-Symbol |                 | Androgynie, Zwitter in der Insektenkunde,                                                                                       |
| Kreis mit durchgestrichenem Pfeil oben                           | Vereinfachtes Androgynitätssymbol                | U+26A8 ⚨        | Androgynie |
| Kreis mit Kreuz darunter und nach oben offenem Halbkreis darüber | Merkursymbol                                     | U+263F ☿        | Symbol in der Botanik für Pflanzen mit Hermaphroditismus, d. h. gleichzeitig männlichem und weiblichem Geschlecht Planet Merkur |

| Neutrois         | Neutrois                                                 | Neutrois          | Neutrois |
| Symbol           | Beschreibung                                             | Unicode-Zeichen   | Bedeutung |
| ---------------- | -------------------------------------------------------- | ----------------- | --- |
| Kreis mit Strich | Kern der meisten Gendersymbole: Ein Kreis und ein Strich | U+26B2 ⚲          | Symbol für den Neutrois (Wunsch nach Abwesenheit geschlechtlicher Merkmale) |
| Kreis            | Kern der anderen Gendersymbole                           | U+26AA ⚪︎         | Asexualität, Agender, Geschlechtslosigkeit Neutrois, Intergeschlechtlichkeit |
| Kreis mit Strich | Durchmesserzeichen/Durchschnittszeichen                  | U+2300 ø U+2205 ∅ | Neutrois-Symbol für geschlechtsspezifische Artikel Buchstabe Ø, Zeichen für Durchmesser, Durchschnitt oder eine Leere Menge kann auch als Androgynitätssymbol ohne Endungen gesehen werden |

| Weitere Symbole                                   | Weitere Symbole                                                                                                   | Weitere Symbole | Weitere Symbole                           |
| Symbol                                            | Beschreibung | Unicode-Zeichen | Bedeutung                                 |
| ------------------------------------------------- | --- | --------------- | ----------------------------------------- |
| Venus- und Marssymbol                             | Venus- und Marssymbol                                                                                             | U+26A4 ⚤        | Heterosexualität                          |
| Doppeltes Venus- und doppeltes Marssymbol         | Doppeltes Venus- und doppeltes Marssymbol                                                                         |                 | Bisexualität                              |
| Doppeltes Marssymbol                              | Doppeltes Marssymbol                                                                                              | U+26A3 ⚣        | Männliche Homosexualität, Schwul, Gay     |
| Venus- mit doppeltem Marssymbol                   | Venus- mit doppeltem Marssymbol                                                                                   |                 | Bisexualität eines Mannes                 |
| Nichtbinär-Gendersymbol · Nichtbinär-Gendersymbol | Gendersymbol mit X                                                                                                |                 | nichtbinäre Geschlechtsidentität          |
| Doppeltes Venussymbol                             | Doppeltes Venussymbol                                                                                             | U+26A2 ⚢        | Lesbisch, Weibliche Homosexualität        |
| Mars- mit doppeltem Marssymbol                    | Mars- mit doppeltem Venussymbol                                                                                   |                 | Bisexualität einer Frau                   |
| Oberon-Symbol                                     | Doppeltes O |                 | Geschlecht nicht definiert oder unbekannt |
| O mit Fragezeichen                                | Questioning-Symbol                                                                                                |                 | Geschlecht nicht definiert oder unbekannt |
| Erweitertes Transgendersymbol                     | Transgeschlechtlichkeitssymbol mit Fragezeichen                                                                   |                 | Geschlecht nicht definiert oder unbekannt |
| Kreis mit Lanze oben rechts                       | Kombination des Männlichkeits- und Weiblichkeitssymbols (Mars- und Venussymbols) in Pose des Männlichkeitssymbols | U+26A6 ⚦        |                                           |
| Kreis mit Lanze darunter                          | Kombination des Männlichkeits- und Weiblichkeitssymbols (Mars- und Venussymbols) in Pose des Weiblichkeitssymbols |                 |                                           |
| Transgender-Symbol mit Strich                     | Symbol mit Strich, welches Leute ohne Geschlechtsidentität mit einschließt                                        |                 |                                           |

## Gender-Symbole in Genogrammen
In einem Genogramm wird nur das biologische Geschlecht dargestellt. Dort stehen ein Quadrat für männlich, ein Kreis für weiblich und ein Fragezeichen für ein unbekanntes Geschlecht.

## Gender-Forschung
In der Gender-Forschung wird der Begriff „Gender-Symbole“ auch für Symbole des täglichen Lebens verwendet, die die Teilung der Arbeitswelt nach sexuellen Aspekten beschreiben. So steht etwa der Traktor in der bäuerlichen Arbeitsteilung als Symbol für den Bauer auf dem Feld, dessen Frau auf dem Hof arbeitet. Gender-Symbole in diesem Sinne können nur verstanden werden, indem sie in den Kontext eines größeren Systems von Symbolen und Bedeutungen gebracht werden. Dabei spielen kulturelle Überzeugungen, Konzepte, Klassifizierungen und Annahmen eine Rolle.